# ونگلیپلم
ونگلیپلم (به انگلیسی: Vengalayapalem) یک روستا در هند است که در آندرا پرادش واقع شده‌است.